# Franz Beuth
Franz Martin Beuth (* 1731 in Düsseldorf; † 1785 ebenda) war ein deutscher Jesuit und Naturaliensammler.

## Leben
Franz Beuth trat 1749 in den Jesuitenorden ein. Ab 1764 war er in der Jülich-Bergischen Mission am Düsseldorfer Jesuitenkolleg tätig. Auch nach der Auflösung des Jesuitenordens 1773 blieb er bis zu seinem Tode für diese tätig.
Franz Beuth sammelte Fossilien und legte eine naturkundliche Sammlung an, die später von seinem Bruder Hermann Joseph Friedrich Beuth übernommen wurde. Er erwähnte als erster Naturforscher Pflanzenreste aus der Aachener Kreide und konnte bereits 40 fossile Pflanzen aus den Kohlenfeldern an der Worm und bei Eschweiler benennen.
1776 verfasste er eine Beschreibung der Fossilien seiner Sammlung unter dem Titel Iuliæ et Montium subterraneae sive Fossilium variorum per utrumque Ducatum hinc inde repertorum Syntagma, in quo singula breviter recensentur ac describuntur, quæ quidem Collecta hucusque servantur In Museo Francisci Beuth, Missionarii Julio-Montensis. Dieses Werk wurde 1779 in einem zweiten Band mit der Beschreibung der Mineralien fortgesetzt. Eine Gegenschrift verfasste Adolf von Hüpsch 1779 unter einem Pseudonym: E. Ph. B. Freih. von Dethmaris Schreiben an seine Freunde über das in Druck erschienene, von dem Exjesuiten Franz Beuth verfasste Werklein Iuliæ et Montium subterraneae und die darauf neulich gefolgte Continuatio. 1780 antwortete Beuth ebenfalls unter dem Pseudonym Anton von Padua Steinwurm Schreiben an seine Leser zur Beantwortung des von E. Ph. B. Freih. von Dethmaris in Druck ausgefertigten Schreibens an seine Freunde wider das Werklein Iuliæ & Montium Subterraneae  und die darauf erfolgte Continuation des Missionars Franz Beuth mit Vorrede und Anmerkung eines Nacht-Wächters.
Beuth war seit 1777 auswärtiges Mitglied der Gesellschaft Naturforschender Freunde zu Berlin.

## Schriften
- Juliae et Montium subterranea sive fossilium variorum per utrumque ducatum hinc inde repertorum syntagma, in quo fingula breviter recensentur ac describuntur, quae quidem collecta hucusque servantur in museo Francisci Beuth. Zehnpfennig, Düsseldorf 1776 (Digitalisat).
- Continuatio Juliae et Montium subterranea sive succintus mineralium index quae per utrum ducatum hinc inde de tecta… Zehnpfennig, Düsseldorf 1779 (Digitalisat).
- Anton von Padua Steinwurm: Schreiben an seine Leser zur Beantwortung des von E. Ph. B. Freih. von Dethmaris in Druck ausgefertigten Schreibens an seine Freunde wider das Werklein Iuliæ & Montium Subterraneae  und die darauf erfolgte Continuation des Missionars Franz Beuth mit Vorrede und Anmerkung eines Nacht-Wächters. Pinglang 1780 (Digitalisat).